# N-Mix
N-Mix fue un dúo sueco formado para el Melodifestivalen 1997. Sus miembros eran Pernilla Emme-Alexandersson y Per Andreasson.
- Pernilla Emme-Alexandersson, residente en Gotemburgo, trabaja como pedagogo musical en un centro especializado, y ha realizado trabajos como integrante de diversas corales. Anteriormente había participado en el Melodifestivalen 1993, con el tema "I Din Ögon" ("En Tus Ojos") y alcanzando la tercera posición.

- Per Andreasson posee fama en todo el país por su trabajo como compositor, productor y arreglista desde la década de los '80. Recibió formación como pianista, pero ha desarrollado su carrera también en otros instrumentos musicales. Su tema de 1997 era su séptima participación en el Melodifestivalen, ya que anteriormente había participado con otros temas, tales como "Änglar" ("Ángeles") en 1991 o "Folj Dina Drommar" ("Sigue Tus Sueños") en 1995.

En 1997, y después de haber colaborado juntos en el año 1993, presentaron el tema "Där En Ängel Hälsat På" ("Allí Donde Estuvo Un Ángel"). Consiguieron el segundo puesto con 68 puntos, sólo superados por la formación masculina Blond.